# Gnomibidion armaticolle
Gnomibidion armaticolle är en skalbaggsart som först beskrevs av Martins 1965.  Gnomibidion armaticolle ingår i släktet Gnomibidion och familjen långhorningar. Inga underarter finns listade i Catalogue of Life.